# چوکورتاش (کاهتا)
چوکورتاش {{ترکی|Çukurtaş) (به کردی: Merkık) یک منطقهٔ مسکونی کردنشین در ترکیه است که در کاهتا واقع شده‌است.